# Артониевые (порядок)
Артониевые (лат. Arthoniales) — порядок грибов класса Артониомицеты в отделе Ascomycota. Большинство видов этого порядка лишайники.

## Описание
Слоевище разнообразной формы, обычно эндофлеоидные в виде простого переплетения гиф гриба. Апотеции имеют вид округлых, удлинённых, звёздчатых или неправильной формы плоских пятен, лишённых как слоевищного, так и собственного края. Сумки битуникальные с очень толстой внешней оболочкой.
Фотобионт — зелёная водоросль трентеполия. Её клетки разброшены между гифами слоевища.

## Среда обитания и распространение
Представители порядка обитают на коре деревьев, реже на камнях. Распространены в тропиках и субтропиках, в умеренной зоне наиболее распространены в широколиственных лесах.

## Систематика
Второй по величине порядок лишайниковых грибов, содержит около 1500 видов, распределённых по нескольким семействам:
- Andreiomycetaceae
- Arthoniaceae — Артониевые
- Chrysotrichaceae — Хризотриксовые
- Lecanographaceae — Леканографовые
- Opegraphaceae — Опеграфовые
- Roccellaceae — Роччеллиевые
- Roccellographaceae

В порядке имеются роды не входящие в состав ни одного семейства (Incertae sedis):
- Angiactis
- Arthophacopsis
- Bactrospora A.Massal., 1852 — Бактроспора
- Bryostigma
- Catarraphia
- Felipes
- Hormosphaeria
- Llimonaea
- Nipholepis
- Perigrapha
- Pulvinodecton
- Sipmania
- Synarthonia
- Tania
- Tarbertia
- Trichophyma
- Tylophorella
- Wegea